# Liste der Mitglieder des US-Repräsentantenhauses aus Arizona

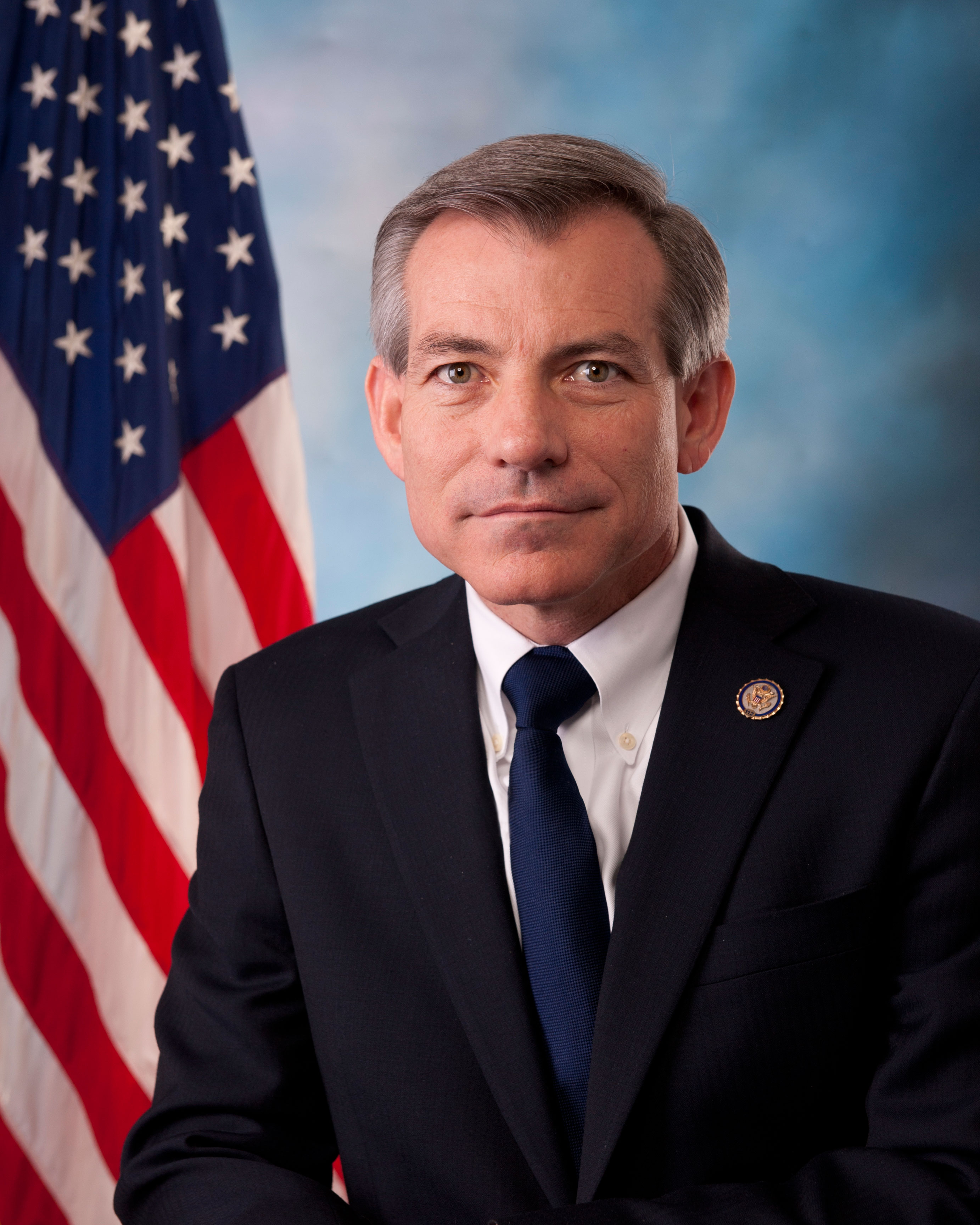
David Schweikert, derzeitiger Vertreter des ersten Kongresswahlbezirks von Arizona

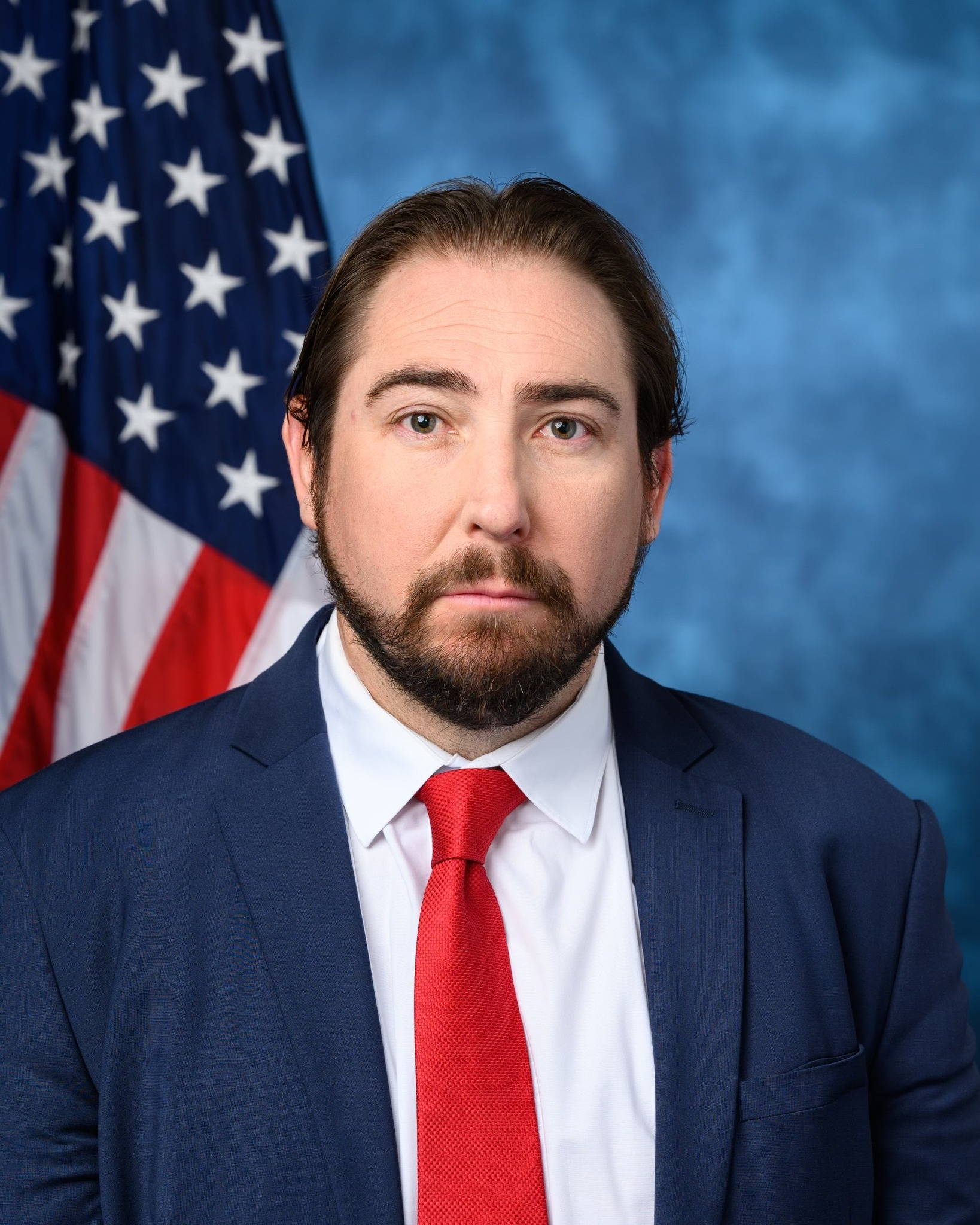
Elijah Crane, derzeitiger Vertreter des zweiten Kongresswahlbezirks von Arizona

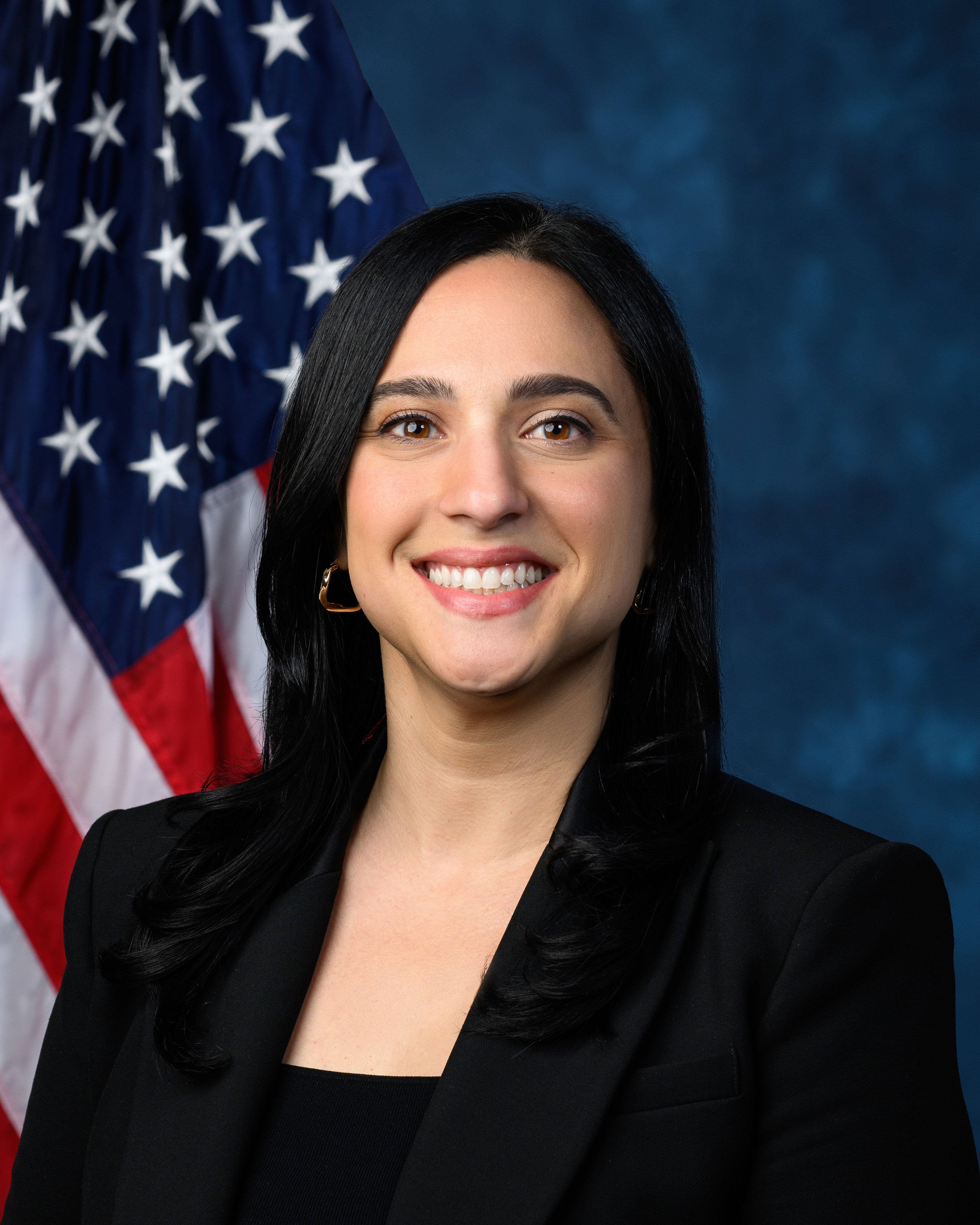
Yassamin Ansari, derzeitige Vertreterin des dritten Kongresswahlbezirks von Arizona

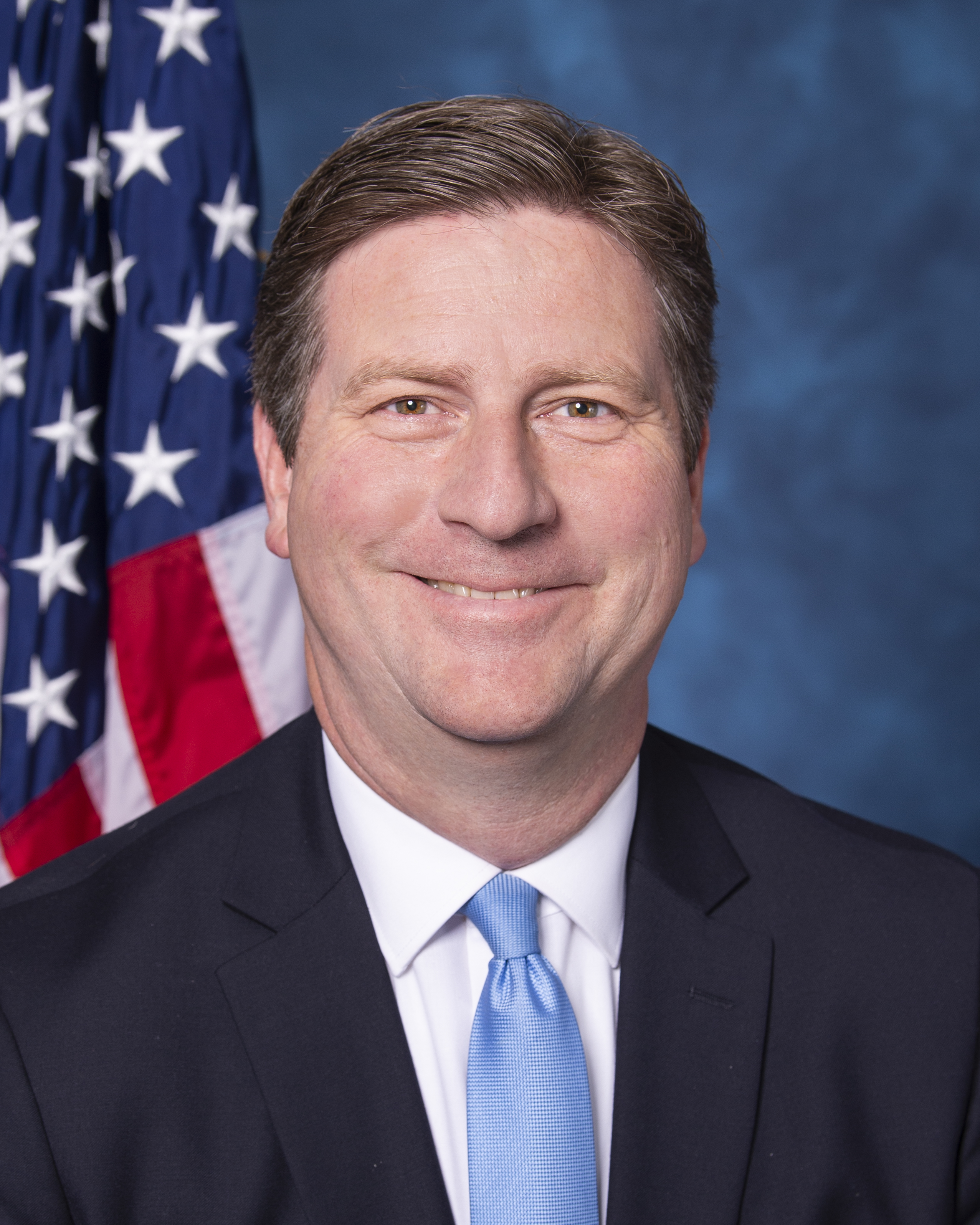
Greg Stanton, derzeitiger Vertreter des vierten Kongresswahlbezirks von Arizona

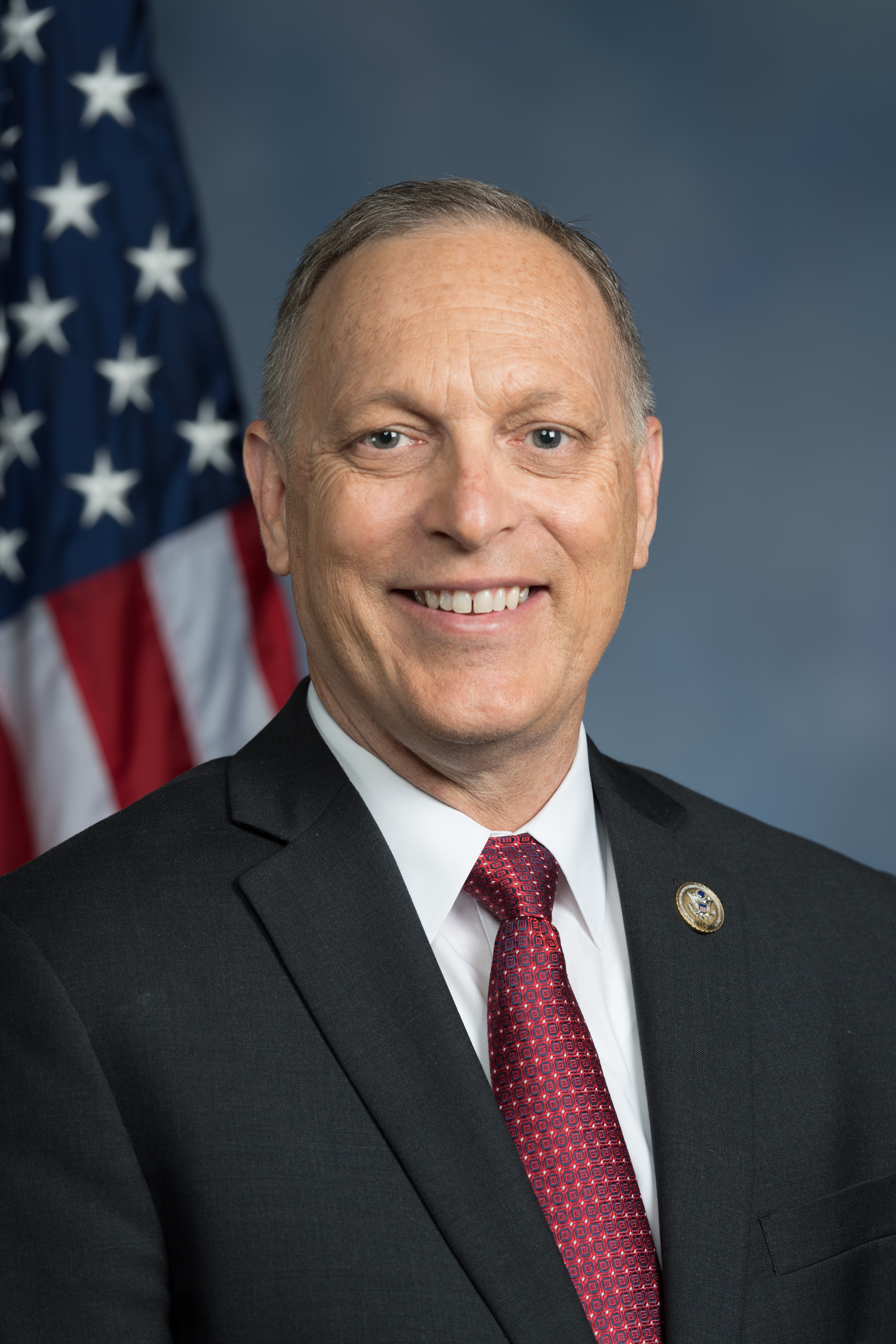
Andy Biggs, derzeitiger Vertreter des fünften Kongresswahlbezirks von Arizona

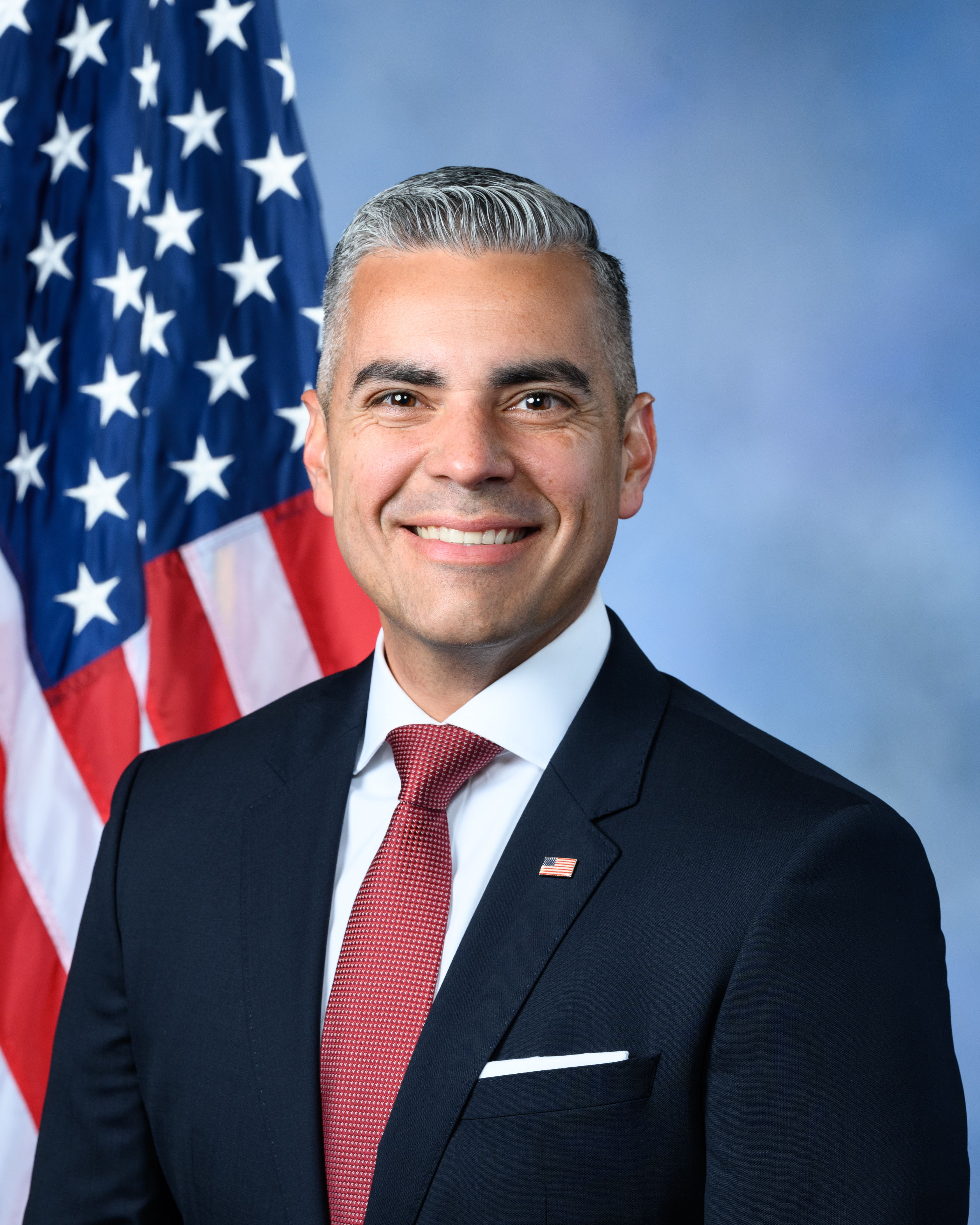
Juan Ciscomani, derzeitiger Vertreter des sechsten Kongresswahlbezirks von Arizona

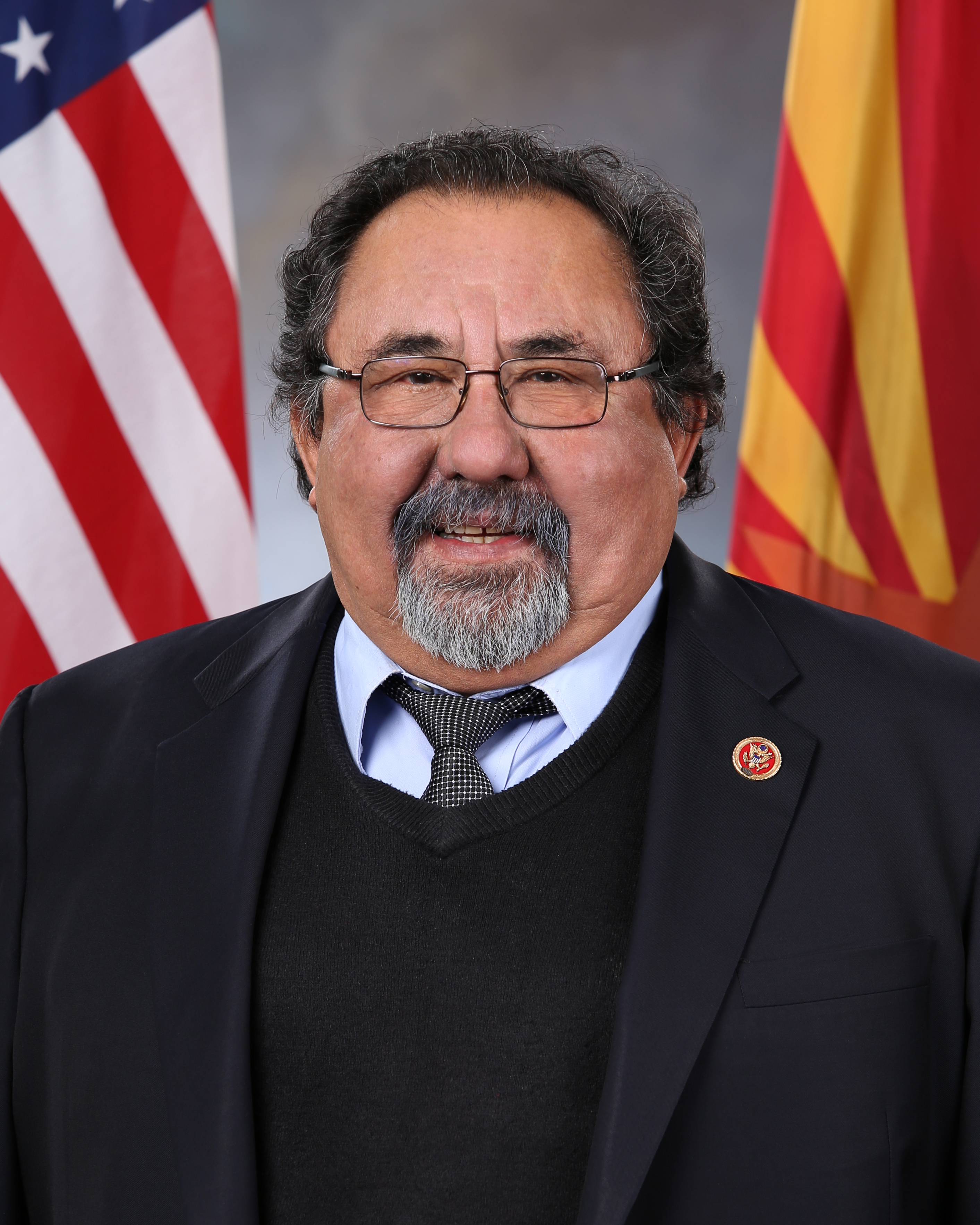
Raul Grijalva, derzeitiger Vertreter des siebten Kongresswahlbezirks von Arizona

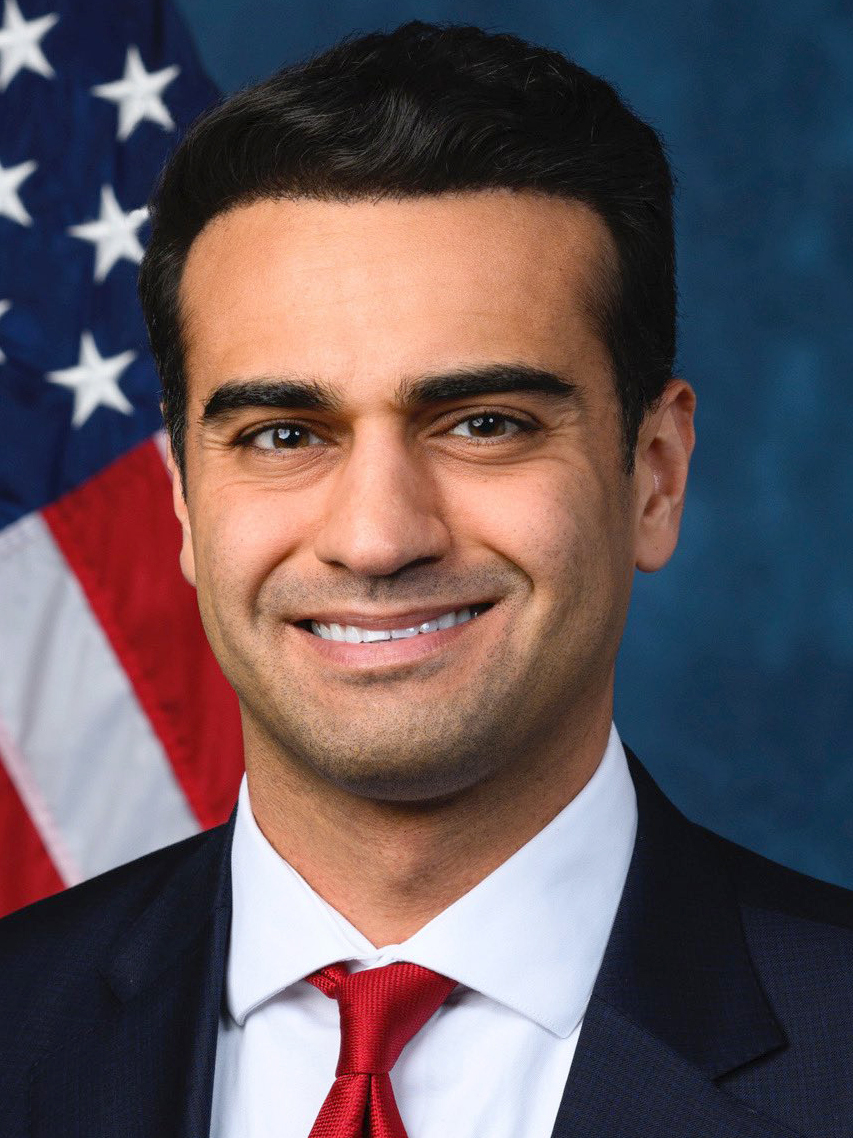
Abraham Hamadeh, derzeitiger Vertreter des achten Kongresswahlbezirks von Arizona

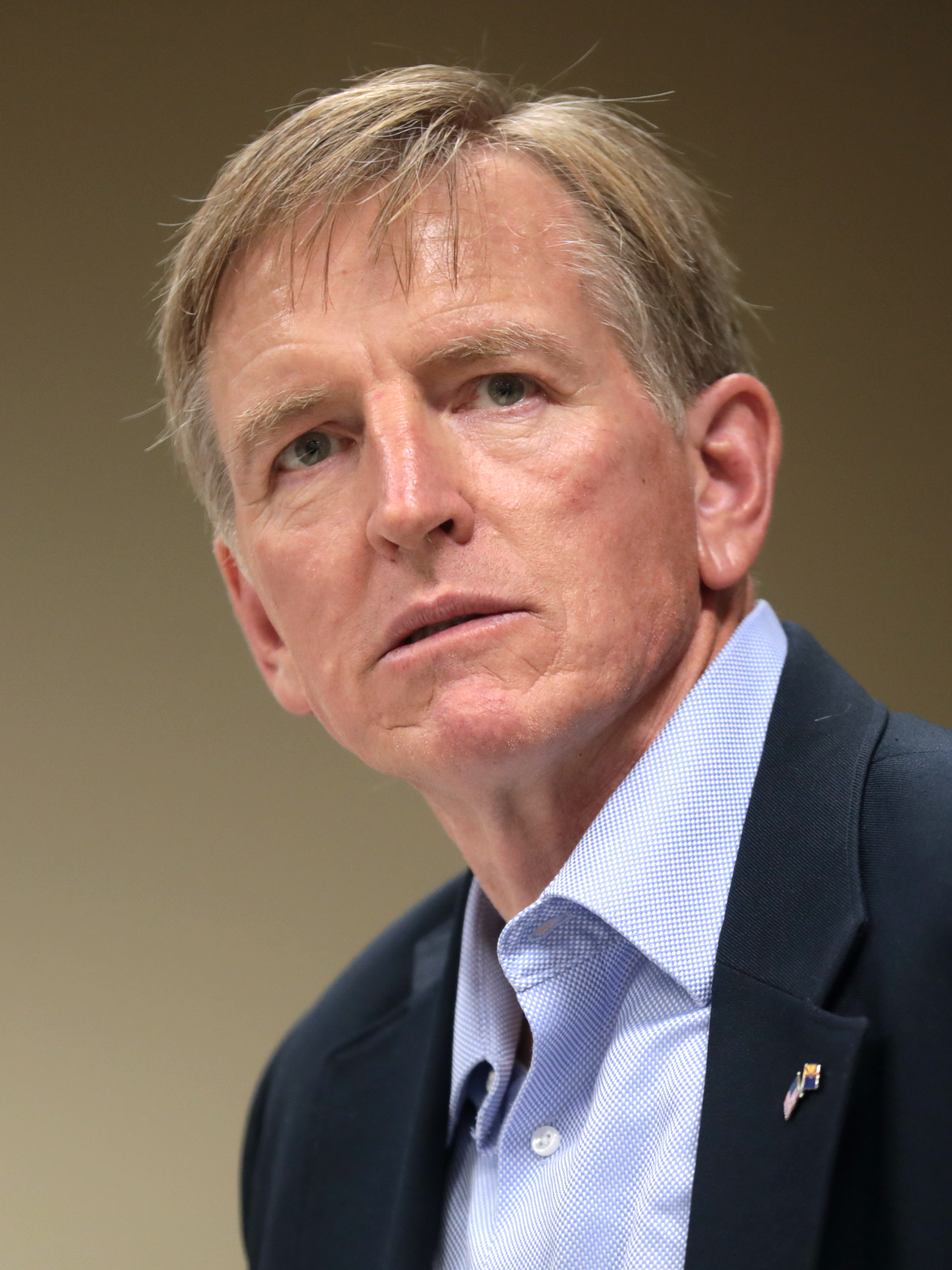
Paul Gosar, derzeitiger Vertreter des neunten Kongresswahlbezirks von Arizona

Diese Liste führt alle Politiker auf, die seit 1863 für den Bundesstaat Arizona dem Repräsentantenhaus der Vereinigten Staaten angehört haben.

## Arizona-Territorium (1863–1912)
Das Arizona-Territorium entsandte in der Zeit von 1863 bis 1912 16 Delegierte in den Kongress:
| Name                         | Amtszeit  | Partei       | Lebensdaten                         |
| ---------------------------- | --------- | ------------ | ----------------------------------- |
| Charles Debrille Poston      | 1864–1865 | Republikaner | 20. April 1825 – 24. Juni 1902      |
| John Noble Goodwin           | 1865–1867 | Republikaner | 18. Oktober 1824 – 29. April 1887   |
| Coles Bashford               | 1867–1869 | Unabhängiger | 24. Januar 1816 – 25. April 1878    |
| Richard Cunningham McCormick | 1869–1875 | Republikaner | 23. Mai 1832 – 2. Juni 1901         |
| Hiram Sanford Stevens        | 1875–1879 | Demokrat     | 20. März 1832 – 22. März 1893       |
| John Goulder Campbell        | 1879–1881 | Demokrat     | 25. Juni 1827 – 22. Dezember 1903   |
| Granville Henderson Oury     | 1881–1885 | Demokrat     | 12. März 1825 – 11. Januar 1891     |
| Curtis Coe Bean              | 1885–1887 | Republikaner | 4. Januar 1828 – 1. Februar 1904    |
| Marcus Aurelius Smith        | 1887–1895 | Demokrat     | 24. Januar 1851 – 7. April 1924     |
| Nathan Oakes Murphy          | 1895–1897 | Republikaner | 14. Oktober 1849 – 22. August 1908  |
| Marcus Aurelius Smith        | 1897–1899 | Demokrat     | 24. Januar 1851 – 7. April 1924     |
| John Frank Wilson            | 1899–1901 | Demokrat     | 7. Mai 1846 – 7. April 1911         |
| Marcus Aurelius Smith        | 1901–1903 | Demokrat     | 24. Januar 1851 – 7. April 1924     |
| John Frank Wilson            | 1903–1905 | Demokrat     | 7. Mai 1846 – 7. April 1911         |
| Marcus Aurelius Smith        | 1905–1909 | Demokrat     | 24. Januar 1851 – 7. April 1924     |
| Ralph Henry Cameron          | 1909–1912 | Republikaner | 21. Oktober 1863 – 12. Februar 1953 |

## Bundesstaat Arizona (seit 1912)
Der Bundesstaat Arizona ist in neun Distrikte aufgeteilt:

### 1. Distrikt
Der 1. Distrikt entsandte ab 1912 bislang folgende Kongressabgeordnete:
| Name                                   | Amtszeit                         | Partei       | Lebensdaten                          |
| -------------------------------------- | -------------------------------- | ------------ | ------------------------------------ |
| Carl Trumbull Hayden                   | 19. Februar 1912 – 3. März 1927  | Demokrat     | 2. Oktober 1877 – 25. Januar 1972    |
| Lewis Williams Douglas                 | 4. März 1927 – 4. März 1933      | Demokrat     | 2. Juli 1894 – 7. März 1974          |
| vakant                                 | 4. März 1933 – 3. Oktober 1933   |              |                                      |
| Isabella Selmes Greenway Ferguson King | 3. Oktober 1933 – 3. Januar 1937 | Demokrat     | 22. März 1886 – 18. Dezember 1953    |
| John Robert Murdock                    | 3. Januar 1937 – 3. Januar 1953  | Demokrat     | 20. April 1885 – 14. Februar 1972    |
| John Jacob Rhodes                      | 3. Januar 1953 – 3. Januar 1983  | Republikaner | 18. September 1916 – 24. August 2003 |
| John Sidney McCain III                 | 3. Januar 1983 – 3. Januar 1987  | Republikaner | 29. August 1936 – 25. August 2018    |
| John Jacob Rhodes III                  | 3. Januar 1987 – 3. Januar 1993  | Republikaner | 8. September 1943 – 20. Januar 2011  |
| Samuel G. Coppersmith                  | 3. Januar 1993 – 3. Januar 1995  | Demokrat     | * 22. Mai 1955                       |
| Matthew James Salmon                   | 3. Januar 1995 – 3. Januar 2001  | Republikaner | * 21. Januar 1958                    |
| Jeffry Lane Flake                      | 3. Januar 2001 – 3. Januar 2003  | Republikaner | * 31. Dezember 1962                  |
| Richard George Renzi                   | 3. Januar 2003 – 3. Januar 2009  | Republikaner | * 11. Juni 1958                      |
| Ann Leila Kirkpatrick                  | 3. Januar 2009 – 3. Januar 2011  | Demokrat     | * 24. März 1950                      |
| Paul Anthony Gosar                     | 3. Januar 2011 – 3. Januar 2013  | Republikaner | * 27. November 1958                  |
| Ann Leila Kirkpatrick                  | 3. Januar 2013 – 3. Januar 2017  | Demokrat     | * 24. März 1950                      |
| Thomas Charles O’Halleran              | 3. Januar 2017 – 3. Januar 2023  | Demokrat     | * 24. Januar 1946                    |
| David S. Schweikert                    | seit 3. Januar 2023              | Republikaner | * 3. März 1962                       |

### 2. Distrikt
Der 2. Distrikt wurde nach dem Zensus des Jahres 1940 gegründet und entsandte (bis 1947 at-Large) ab 1943 folgende Kongressabgeordnete:
| Name                     | Amtszeit                         | Partei       | Lebensdaten                         |
| ------------------------ | -------------------------------- | ------------ | ----------------------------------- |
| Richard Fielding Harless | 3. Januar 1943 – 3. Januar 1949  | Demokrat     | 6. August 1905 – 24. November 1970  |
| Harold Ambrose Patten    | 3. Januar 1949 – 3. Januar 1955  | Demokrat     | 6. Oktober 1907 – 6. September 1969 |
| Stewart Lee Udall        | 3. Januar 1955 – 21. Januar 1961 | Demokrat     | 31. Januar 1920 – 20. März 2010     |
| vakant                   | 21. Januar 1961 – 2. Mai 1961    |              |                                     |
| Morris King Udall        | 2. Mai 1961 – 4. Mai 1991        | Demokrat     | 15. Juni 1922 – 12. Dezember 1998   |
| vakant                   | 4. Mai 1991 – 3. Oktober 1991    |              |                                     |
| Edward Lopez Pastor      | 3. Oktober 1991 – 3. Januar 2003 | Demokrat     | 28. Juni 1943 – 28. November 2018   |
| Trent Franks             | 3. Januar 2003 – 3. Januar 2013  | Republikaner | * 19. Juni 1957                     |
| Ronald Sylvester Barber  | 3. Januar 2013 – 3. Januar 2015  | Demokrat     | * 25. August 1945                   |
| Martha McSally           | 3. Januar 2015 – 3. Januar 2019  | Republikaner | * 22. März 1966                     |
| Ann Leila Kirkpatrick    | 3. Januar 2019 – 3. Januar 2023  | Demokrat     | * 24. März 1950                     |
| Elijah Crane             | seit 3. Januar 2023              | Republikaner | * 3. Januar 1980                    |

### 3. Distrikt
Der 3. Distrikt wurde nach dem Zensus des Jahres 1960 gegründet und entsandte ab 1963 folgende Kongressabgeordnete:
| Name                        | Amtszeit                        | Partei       | Lebensdaten                         |
| --------------------------- | ------------------------------- | ------------ | ----------------------------------- |
| George Frederick Senner Jr. | 3. Januar 1963 – 3. Januar 1967 | Demokrat     | 24. November 1921 – 6. Oktober 2007 |
| Samuel Steiger              | 3. Januar 1967 – 3. Januar 1977 | Republikaner | 10. März 1929 – 26. September 2012  |
| Robert Lee Stump            | 3. Januar 1977 – 3. Januar 1983 | Demokrat     | 4. April 1927 – 20. Juni 2003       |
| Robert Lee Stump            | 3. Januar 1983 – 3. Januar 2003 | Republikaner | 4. April 1927 – 20. Juni 2003       |
| John Barden Shadegg         | 3. Januar 2003 – 3. Januar 2011 | Republikaner | * 22. Oktober 1949                  |
| Benjamin Quayle             | 3. Januar 2011 – 3. Januar 2013 | Republikaner | * 5. November 1976                  |
| Raúl Manuel Grijalva        | 3. Januar 2013 – 3. Januar 2023 | Demokrat     | * 19. Februar 1948                  |
| Ruben Marinelarena Gallego  | 3. Januar 2023– 3. Januar 2025  | Demokrat     | * 20. November 1979                 |
| Yassamin Ansari             | seit 3. Januar 2025             | Demokrat     | * 7. April 1992                     |

### 4. Distrikt
Der 4. Distrikt wurde nach dem Zensus des Jahres 1970 gegründet und entsandte ab 1973 folgende sieben Kongressabgeordnete:
| Name                 | Amtszeit                        | Partei       | Lebensdaten                       |
| -------------------- | ------------------------------- | ------------ | --------------------------------- |
| John Bertrand Conlan | 3. Januar 1973 – 3. Januar 1977 | Republikaner | * 17. September 1930              |
| Eldon Dean Rudd      | 3. Januar 1977 – 3. Januar 1987 | Republikaner | 15. Juli 1920 – 8. Februar 2002   |
| Jon Llewellyn Kyl    | 3. Januar 1987 – 3. Januar 1995 | Republikaner | * 25. April 1942                  |
| John Barden Shadegg  | 3. Januar 1995 – 3. Januar 2003 | Republikaner | * 22. Oktober 1949                |
| Edward Lopez Pastor  | 3. Januar 2003 – 3. Januar 2013 | Demokrat     | 28. Juni 1943 – 28. November 2018 |
| Paul Anthony Gosar   | 3. Januar 2013 – 3. Januar 2023 | Republikaner | 27. November 1958                 |
| Gregory John Stanton | seit 3. Januar 2023             | Demokrat     | * 8. März 1970                    |

### 5. Distrikt
Der 5. Distrikt wurde nach dem Zensus des Jahres 1980 gegründet und entsandte ab 1983 folgende Kongressabgeordnete:
| Name                      | Amtszeit                        | Partei       | Lebensdaten                      |
| ------------------------- | ------------------------------- | ------------ | -------------------------------- |
| James Francis McNulty Jr. | 3. Januar 1983 – 3. Januar 1985 | Demokrat     | 18. Oktober 1925 – 30. Juni 2009 |
| James Thomas Kolbe        | 3. Januar 1985 – 3. Januar 2003 | Republikaner | 28. Juni 1942 – 3. Dezember 2022 |
| John David Hayworth Jr.   | 3. Januar 2003 – 3. Januar 2007 | Republikaner | * 12. Juli 1958                  |
| Harry E. Mitchell         | 3. Januar 2007 – 3. Januar 2011 | Demokrat     | * 18. Juli 1940                  |
| David Schweikert          | 3. Januar 2011 – 3. Januar 2013 | Republikaner | * 3. März 1962                   |
| Matthew James Salmon      | 3. Januar 2013 – 3. Januar 2017 | Republikaner | * 21. Januar 1958                |
| Andrew Steven Biggs       | seit 3. Januar 2017             | Republikaner | * 7. November 1958               |

### 6. Distrikt
Der 6. Distrikt wurde nach dem Zensus des Jahres 1990 gegründet und entsandte ab 1993 folgende fünf Kongressabgeordnete:
| Name                    | Amtszeit                        | Partei       | Lebensdaten         |
| ----------------------- | ------------------------------- | ------------ | ------------------- |
| Karan English           | 3. Januar 1993 – 3. Januar 1995 | Demokrat     | * 23. März 1949     |
| John David Hayworth Jr. | 3. Januar 1995 – 3. Januar 2003 | Republikaner | * 12. Juli 1958     |
| Jeffry Lane Flake       | 3. Januar 2003 – 3. Januar 2013 | Republikaner | * 31. Dezember 1962 |
| David Schweikert        | 3. Januar 2013 – 3. Januar 2023 | Republikaner | * 3. März 1962      |
| Juan Ciscomani          | seit 3. Januar 2023             | Republikaner |                     |

### 7. Distrikt
Der 7. Distrikt wurde nach dem Zensus des Jahres 2000 gegründet und entsandte ab 2003 folgende Kongressabgeordnete:
| Name                       | Amtszeit                        | Partei   | Lebensdaten                       |
| -------------------------- | ------------------------------- | -------- | --------------------------------- |
| Raúl Manuel Grijalva       | 3. Januar 2003 – 3. Januar 2013 | Demokrat | 19. Februar 1948 – 13. März 2025  |
| Edward Lopez Pastor        | 3. Januar 2013 – 3. Januar 2015 | Demokrat | 28. Juni 1943 – 28. November 2018 |
| Ruben Marinelarena Gallego | 3. Januar 2015 – 3. Januar 2023 | Demokrat | * 20. November 1979               |
| Raúl Manuel Grijalva       | 3. Januar 2023 – 13. März 2025  | Demokrat | 19. Februar 1948 – 13. März 2025  |
| vakant                     | seit 13. März 2025              |          |                                   |

### 8. Distrikt
Der 8. Distrikt wurde nach dem Zensus des Jahres 2000 gegründet und entsandte ab 2003 folgende fünf Kongressabgeordnete:
| Name                    | Amtszeit                          | Partei       | Lebensdaten                      |
| ----------------------- | --------------------------------- | ------------ | -------------------------------- |
| James Thomas Kolbe      | 3. Januar 2003 – 3. Januar 2007   | Republikaner | 28. Juni 1942 – 3. Dezember 2022 |
| Gabrielle Dee Giffords  | 3. Januar 2007 – 25. Januar 2012  | Demokrat     | * 8. Juni 1970                   |
| vakant                  | 25. Januar 2012 – 19. Juni 2012   |              |                                  |
| Ronald Sylvester Barber | 19. Juni 2012 – 3. Januar 2012    | Demokrat     | * 25. August 1945                |
| Trent Franks            | 3. Januar 2013 – 8. Dezember 2017 | Republikaner | * 19. Juni 1957                  |
| vakant                  | 8. Dezember 2017 – 7. Mai 2018    |              |                                  |
| Debbie Lesko            | 7. Mai 2018 – 3. Januar 2025      | Republikaner | * 14. November 1958              |
| Abe Hamadeh             | seit 3. Januar 2025               | Republikaner | * 15. Mai 1991                   |

### 9. Distrikt
Der 9. Distrikt wurde nach dem Zensus des Jahres 2010 gegründet und entsandte ab 2013 drei Kongressabgeordnete:
| Name                 | Amtszeit                        | Partei       | Lebensdaten         |
| -------------------- | ------------------------------- | ------------ | ------------------- |
| Kyrsten Sinema       | 3. Januar 2013 – 3. Januar 2019 | Demokrat     | * 12. Juli 1976     |
| Gregory John Stanton | 3. Januar 2019 – 3. Januar 2023 | Demokrat     | * 8. März 1970      |
| Paul Anthony Gosar   | seit 3. Januar 2023             | Republikaner | * 27. November 1958 |